# Scotina
Scotina – rodzaj pająków z rodziny obniżowatych.
Pająki te odznaczają się prosomą o szerokiej części głowowej. Wszystkie oczy są podobnych rozmiarów. W widoku od przodu przednio-środkowa para oczu leży wyżej niż przednio-boczna, a para tylno-środkowa wyżej niż tylno-boczna. Wysokość nadustka jest mniej więcej równa wysokości oczu przednio-środkowej pary. Przysadziste szczękoczułki mają po 4 ząbki i jednym rządku szczecinek na przedniej oraz 3 zęby na tylnej krawędzi. Warga dolna jest szersza niż wyższa. Tył sternum jest spiczasty i nieco wchodzi pomiędzy biodra czwartej pary odnóży. Odnóża kroczne pozbawione są skopul i przypazurkowych kępek szczecinek. Pierwsza para odnóży krocznych ma po trzy pary kolców na spodzie nadstopiów i sześć do dziesięciu par kolców na spodnich powierzchniach goleni.
Rodzaj ten wprowadzony zostały w 1873 roku przez Franza Antona Menge. Dotychczas opisano 4 gatunki:
- Scotina celans (Blackwall, 1841)
- Scotina gracilipes (Blackwall, 1859)
- Scotina occulta Kritscher, 1996
- Scotina palliardii (L. Koch, 1881)

Takson ten rozprzestrzeniony jest palearktycznie, od Europy po Półwysep Koreański. W Polsce występują wszystkie gatunki oprócz S. occulta (zobacz: obniżowate Polski).